# OR52B6
OR52B6 (англ. Olfactory receptor family 52 subfamily B member 6) – білок, який кодується однойменним геном, розташованим у людей на короткому плечі 11-ї хромосоми. Довжина поліпептидного ланцюга білка становить 335 амінокислот, а молекулярна маса — 36 963.
| 10         |  | 20         |  | 30         |  | 40         |  | 50         |
| ---------- |  | ---------- |  | ---------- |  | ---------- |  | ---------- |
| MAQVRALHKI |  | MALFSANSIG |  | AMNNSDTRIA |  | GCFLTGIPGL |  | EQLHIWLSIP |
| FCIMYITALE |  | GNGILICVIL |  | SQAILHEPMY |  | IFLSMLASAD |  | VLLSTTTMPK |
| ALANLWLGYS |  | LISFDGCLTQ |  | MFFIHFLFIH |  | SAVLLAMAFD |  | RYVAICSPLR |
| YVTILTSKVI |  | GKIVTAALSH |  | SFIIMFPSIF |  | LLEHLHYCQI |  | NIIAHTFCEH |
| MGIAHLSCSD |  | ISINVWYGLA |  | AALLSTGLDI |  | MLITVSYIHI |  | LQAVFRLLSQ |
| DARSKALSTC |  | GSHICVILLF |  | YVPALFSVFA |  | YRFGGRSVPC |  | YVHILLASLY |
| VVIPPMLNPV |  | IYGVRTKPIL |  | EGAKQMFSNL |  | AKGSK      |  |            |

A: Аланін

C: Цистеїн

D: Аспарагінова кислота

E: Глутамінова кислота

F: Фенілаланін

G: Гліцин

H: Гістидин

I: Ізолейцин

K: Лізин

L: Лейцин

M: Метіонін

N: Аспарагін

P: Пролін

Q: Глутамін

R: Аргінін

S: Серин

T: Треонін

V: Валін

W: Триптофан

Кодований геном білок за функціями належить до рецепторів, g-білокспряжених рецепторів, білків внутрішньоклітинного сигналінгу. 
Локалізований у клітинній мембрані.